# Poricella robusta
Poricella robusta är en mossdjursart som först beskrevs av Walter Douglas Hincks 1884.  Poricella robusta ingår i släktet Poricella och familjen Arachnopusiidae. Inga underarter finns listade i Catalogue of Life.